# Мосуново
 Мосуново  — деревня в Шарангском районе Нижегородской области в составе  Черномужского сельсовета .

## География
Расположена на расстоянии примерно 3 километров на юго-восток по прямой от районного центра посёлка Шаранга.

## История
Известна с 1891 года как починок Мосунов, в 1905 году (тогда Мосуновский) отмечено дворов 55 и жителей 339, в 1926 году (уже деревня Мосуново) 60 и 381, в 1950 году 58 и 208.

## Население
Постоянное население составляло 94 человека (русские 94%) в 2002 году, 109 в 2010.